# Movimiento Por una TV educativa
El Movimiento Por una TV educativa es una organización ciudadana chilena, conformada por profesionales de varias universidades, cuyo principal objetivo es que en Chile exista un canal de televisión estatal, en señal abierta, de alcance nacional y con fines netamente educativos. 

## Historia
La organización nace a mediados de 2010, cuando un grupo de estudiantes de posgrado de la Universidad Católica, en su mayoría académicos universitarios, se plantea la necesidad de que en Chile exista un Canal de televisión estatal educativo, de alcance nacional. Todo esto en el contexto de la llegada al país de la Televisión digital terrestre, que permitirá la creación de nuevos canales de Televisión en Chile. Los profesionales, basados en sus experiencias profesionales, en una serie de estudios, y observando los canales de televisión internacionales, se dan cuenta de que un canal de TV educativo puede ser "una importante herramienta de apoyo a la educación del país". Pronto se sumarían varios profesionales de otras universidades e institutos del país, y actualmente trabajan profesores de las universidades Autónoma, UC Silva Henríquez, Santo Tomás, Central y la Universidad de Chile.

## Actividades
La organización ha realizado varias actividades para promover la campaña. Entre estas, destacan dos encuentros académicos organizados, uno en la Universidad UNIACC y otro en la Universidad Andrés Bello. También han organizado encuentros masivos culturales, en los que participaron artistas como Denisse Malebrán  y el exguitarrista de Los prisioneros, Claudio Narea.      
La campaña se ha difundido también a través de las redes sociales, como Facebook y Twitter. También se han realizado videos de apoyo a la Campaña, donde participan artistas destacados en Chile, como el pianista Roberto Bravo, la actriz Liliana Ross y el pintor Jorge Artus.

## Hoja de ruta
El Movimiento redactó en 2011 un documento (enlace roto disponible en Internet Archive; véase el historial, la primera versión y la última). que sirve como hoja de ruta, donde están los principales postulados de la Campaña. Este documento sirvió de base para lograr el Proyecto de Acuerdo N° 379 en la Cámara de Diputados, que le pide al Gobierno la creación de un Canal de TV educativo estatal.  

## Logros
Además de las apariciones en la prensa y el apoyo de la ciudadanía en las redes sociales de internet, el Movimiento ha tenido dos logros importantes a nivel legislativo. El primero es el Proyecto de acuerdo, número 379 en la Cámara de diputados, que contó con el apoyo de varios parlamentarios.
Otro logro importante, es que después de las exposiciones que hizo en dos ocasiones el director del Movimiento, Juan Carlos Berner, en el Senado de Chile, se incorporaron 4 indicaciones a la Ley de Televisión Digital, donde se reservan dos señales de televisión, de 6 MHz cada una, administradas por el Estado a través del CNTV; una para un canal educativo y otra para un canal cultural.